# Biltine, Tchad
Biltine là một thành phố ở Tchad, và là thủ phủ của vùng Wadi Fira (trước đây là tỉnh Biltine).
Thành phố có dân số 8.100 người (năm 1993).
Theo BBC, thị xã đã bị chiến giữ trong một thời gian ngắn vào ngày 25 tháng 11 năm 2006 bởi RADF, một nhóm nổi dậy, nhưng ngày sau thành phố này đã được chính phủ kiểm soát lại cùng với vùng Abéché kề bên cũng bị một nhóm khác chiếm giữ, đó là UFDD .